# Beretta Holding
Beretta Holding S.A. è una holding lussemburghese, nata nel 2018, che produce armi da fuoco leggere, abbigliamento e accessori, ottica e puntatori laser.

## Storia
Nata per opera della Fabbrica d'Armi Pietro Beretta, detiene partecipazioni dirette o indirette nelle 26 aziende operative che oggi ne fanno parte ed è leader nel settore delle armi portatili leggere, dedicate all'attività sportiva e venatoria e alla difesa personale.
Il primo febbraio 2021 Beretta Holding S.A ha acquisito l'azienda inglese Holland & Holland.
Nel luglio 2022, Beretta Holding ha acquisito il gruppo statale svizzero RUAG Ammotec.

## Marchi e aziende
- Fabbrica d'Armi Pietro Beretta S.p.A.
- Benelli Armi S.p.A.
- Aldo Uberti S.p.A.
- Meccanica Del Sarca S.p.A.
- Franchi Armi
- Sako
- Steiner-Optik
- Steiner eOptics
- Tikka
- Beretta Usa Corp.
- Stoeger Industries
- Burris Optics
- Beretta Defense Technologies (BDT)
- Holland & Holland Ltd.